# سام غرينجر
سام غرينجر (بالإنجليزية: Sam Grainger)‏ هو فنان أمريكي، ولد في 14 يونيو 1930، وتوفي في 25 يوليو 1990.